# Lissonota longigena
Lissonota longigena là một loài tò vò trong họ Ichneumonidae.